# Sent Cristòu d'Alèst
Sent Cristòu d'Alèst (en francès Saint-Christol-lez-Alès, i anteriorment Saint-Christol-lès-Alès) és un municipi francès situat al departament del Gard i a la regió d'Occitània. L'any 2006 tenia 6.002 habitants.